# Un'ora di felicità
Un'ora di felicità (Frau Sylvelin) è un film del 1938 diretto da Herbert Maisch.

## Produzione
Il film fu prodotto dall'Universum Film (UFA) e dalla Fabrikation Deutscher Filme (F.D.F.) GmbH.

## Distribuzione
Distribuito dall'Universum Film (UFA), il film uscì nelle sale cinematografiche tedesche il 2 febbraio 1938. Nei Paesi Bassi prese il titolo Contrasten e fu distribuito dall'11 marzo 1938 mentre l'Ufa Film Company lo fece uscire negli Stati Uniti l'8 dicembre 1939.